# Angela maxima
Angela maxima es un insecto de la especie mantis, de la familia Mantidae.

## Distribución geográfica
Se encuentra en la Guayana Francesa.